# 둥팡즈먼

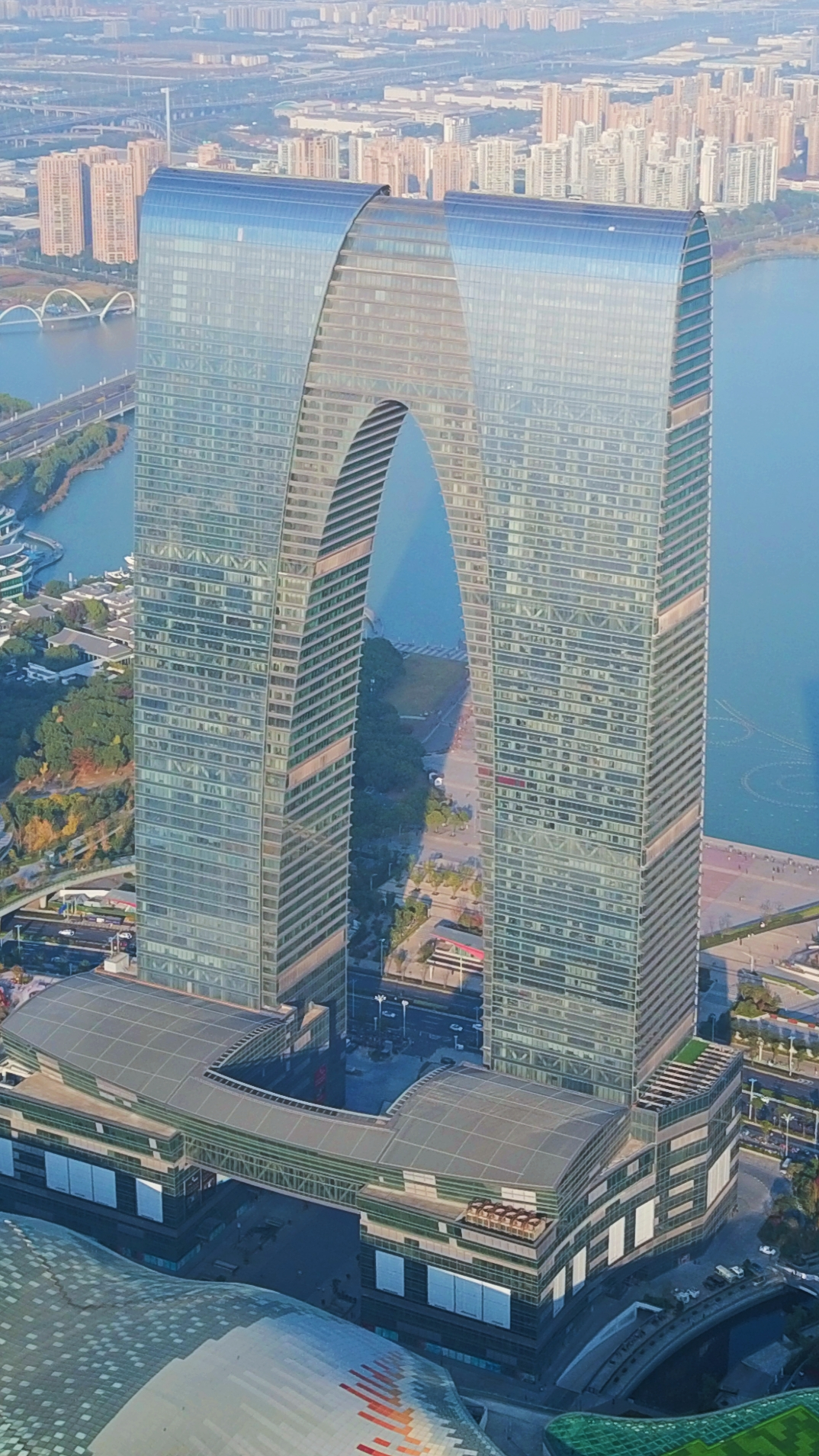

둥팡즈먼(중국어 간체: 东方之门, 정체자: dong fāng zhī mén, 영어: Gate to the East)은 '동쪽의 문'을 의미하며 중화인민공화국 장쑤성 쑤저우시에서 쑤저우 IFS에 이어 두 번째로 높은 건물이다. 이는 현대 중국에서 도시의 지속적인 중요성을 강조하는 도시 관문의 상징이 되도록 의도되었다. 높이가 301.8미터(990피트)인 이 건물은 쑤저우의 중국-싱가포르 쑤저우 산업 단지(SIP) 지역 중심부에 위치해 있다. 2004년 착공해 7억달러를 들여 2016년 완공됐다. 위치는 쑤저우 고성(Suzhou Old Town)의 역사적 동서축과 진지호(Jinji Lake) 서안의 교차점을 정확하게 나타낸다.

## 비판
둥팡즈먼은 관문을 연상시키기 위한 디자인이었음에도 불구하고 많은 중국 네티즌과 서방 언론으로부터 '팬티를 닮았다'는 조롱을 받아왔다. 따라서 이 랜드마크는 수많은 인터넷 패러디로 이어졌다.

## 교통
- 쑤저우 궤도교통
  - 1호선
  - 3호선

## 같이 보기
- 중국의 건축
- 중화인민공화국의 마천루 목록
- 쑤저우 중난 센터
- CCTV 본사 빌딩